# Къзълджилар
Къзълджилар, още Ново село или Йеникьой (на турски: Necipköy), е село в Мала Азия, Турция, Вилает Балъкесир.

## История
В 19 век Къзълджилар е едно от селата на малоазийските българи.
Българското население на Къзълджилар се изселва през 1914 година.